# Opactwo w Villers-la-Ville
Opactwo w Villers-la-Ville (fr. Abbaye de Villers) – dawne opactwo cystersów w Villers-la-Ville w Brabancji Walońskiej w Belgii.
Założone przez św. Bernarda w XII w., przeżywało rozkwit w XIII-XIV w., rozwiązane przez władze rewolucyjne w 1796 i sprzedane pośrednikowi handlu materiałami budowlanymi. W 1893 r. rząd Belgii odkupił tereny klasztoru i podjął wysiłki konserwatorskie. W 1973 ruiny klasztoru zostały wpisane w rejestr zabytków.

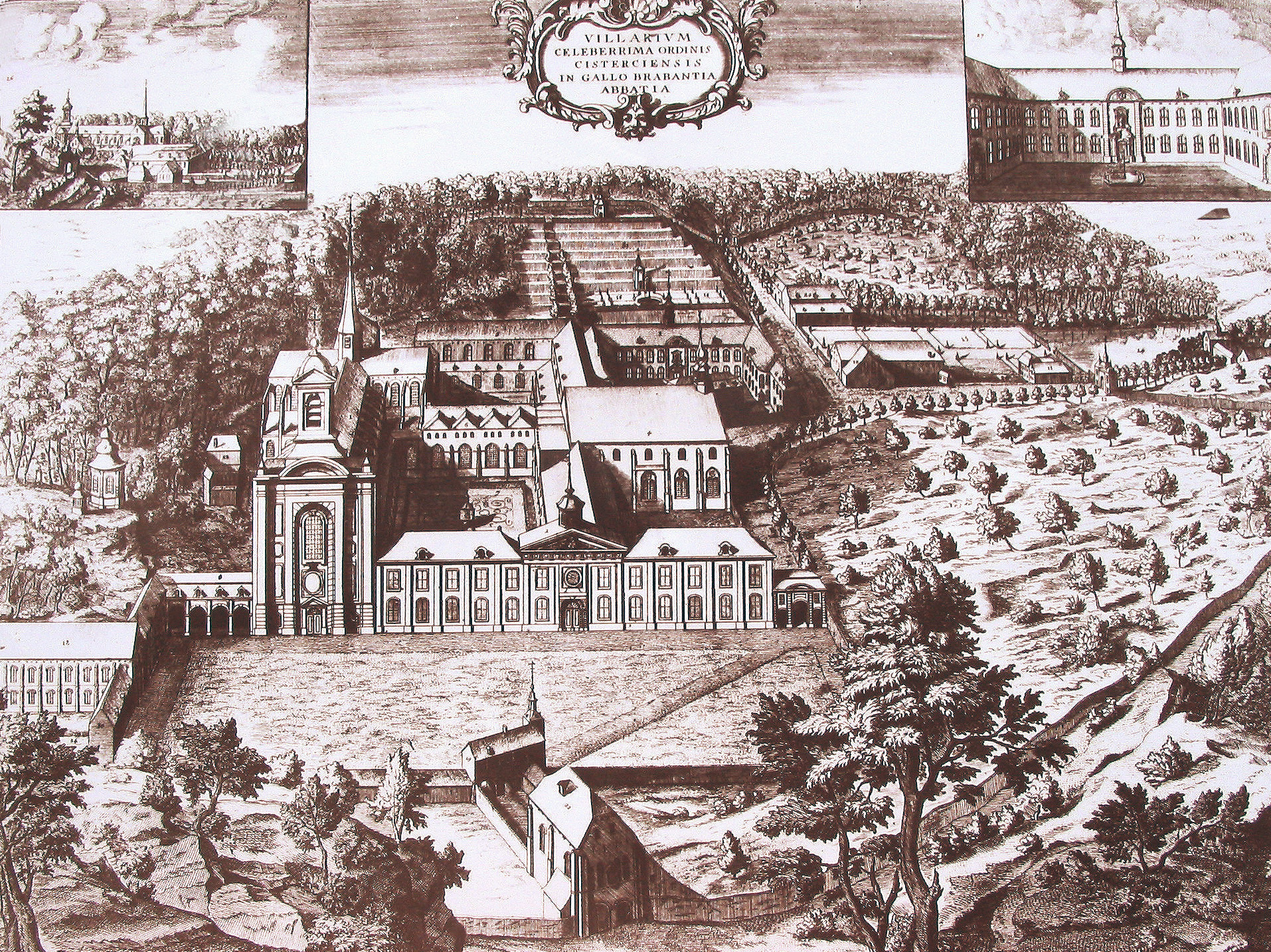
Opactwo w Villers, widok od zachodu, sztych Berterhama z 1726 r. na podstawie obrazu Van Wela

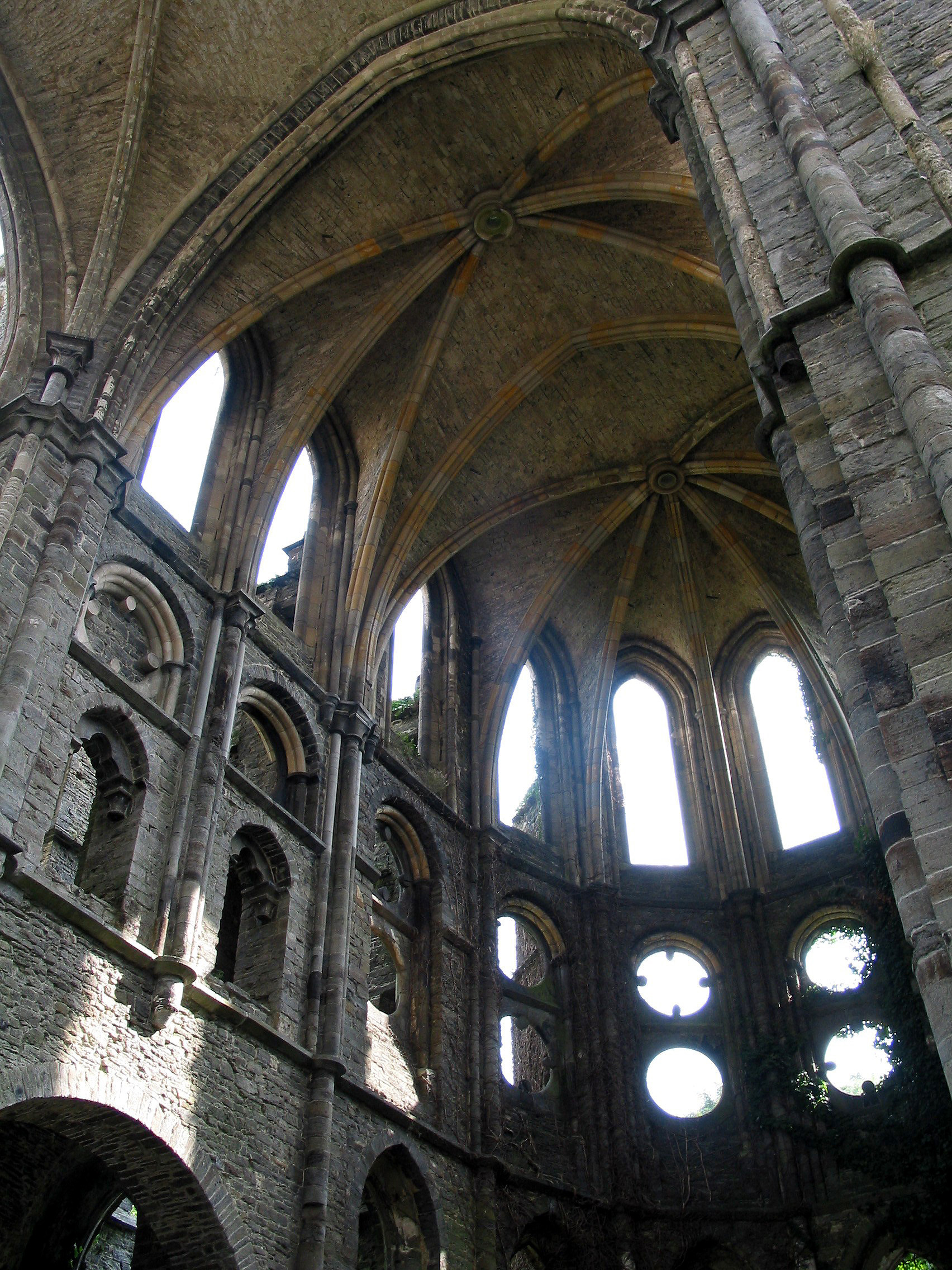
Opactwo w Villers, ruiny kościoła z XIII w.

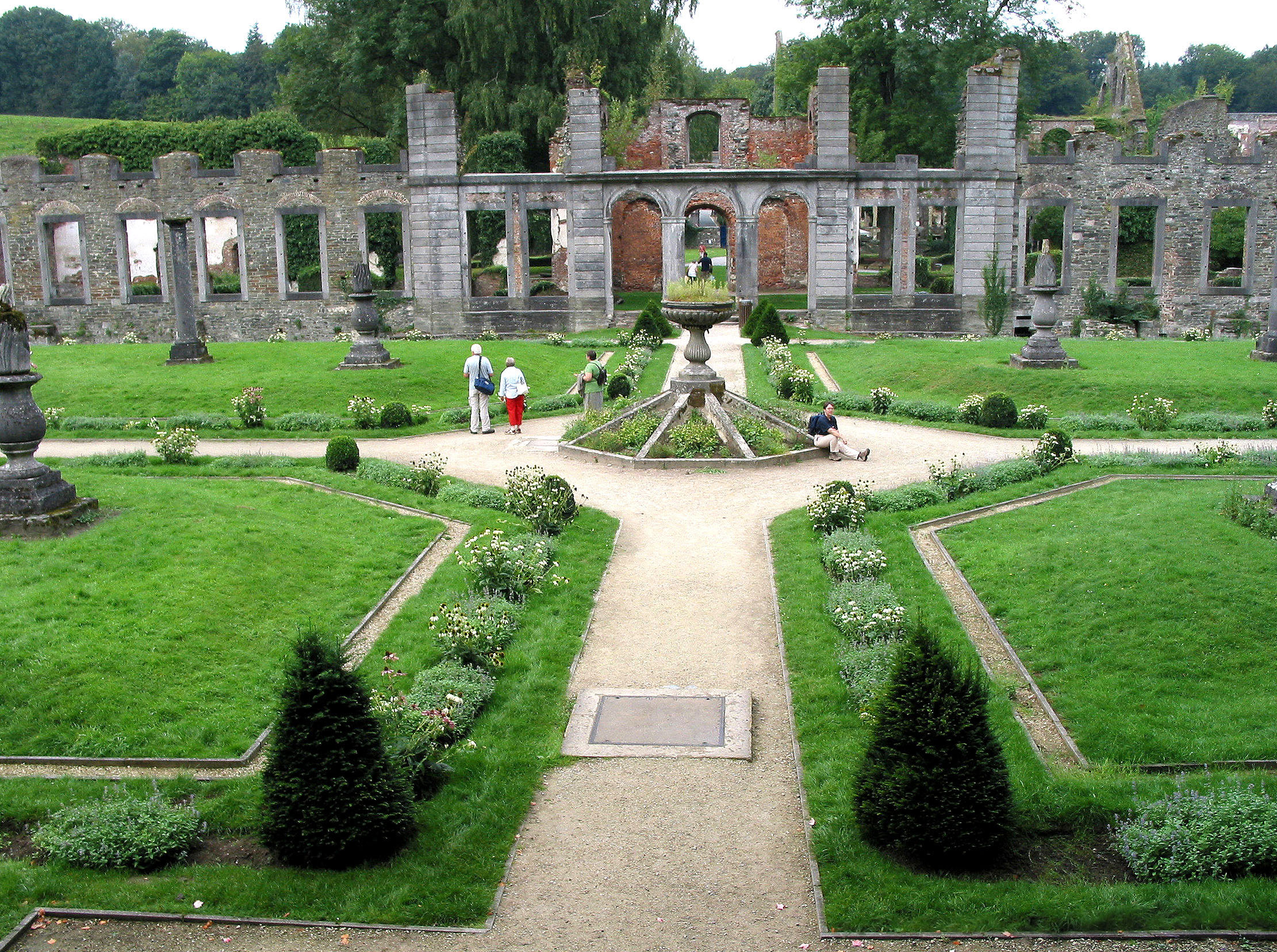
Opactwo w Villers, ruiny pałacu opata z XVII w.

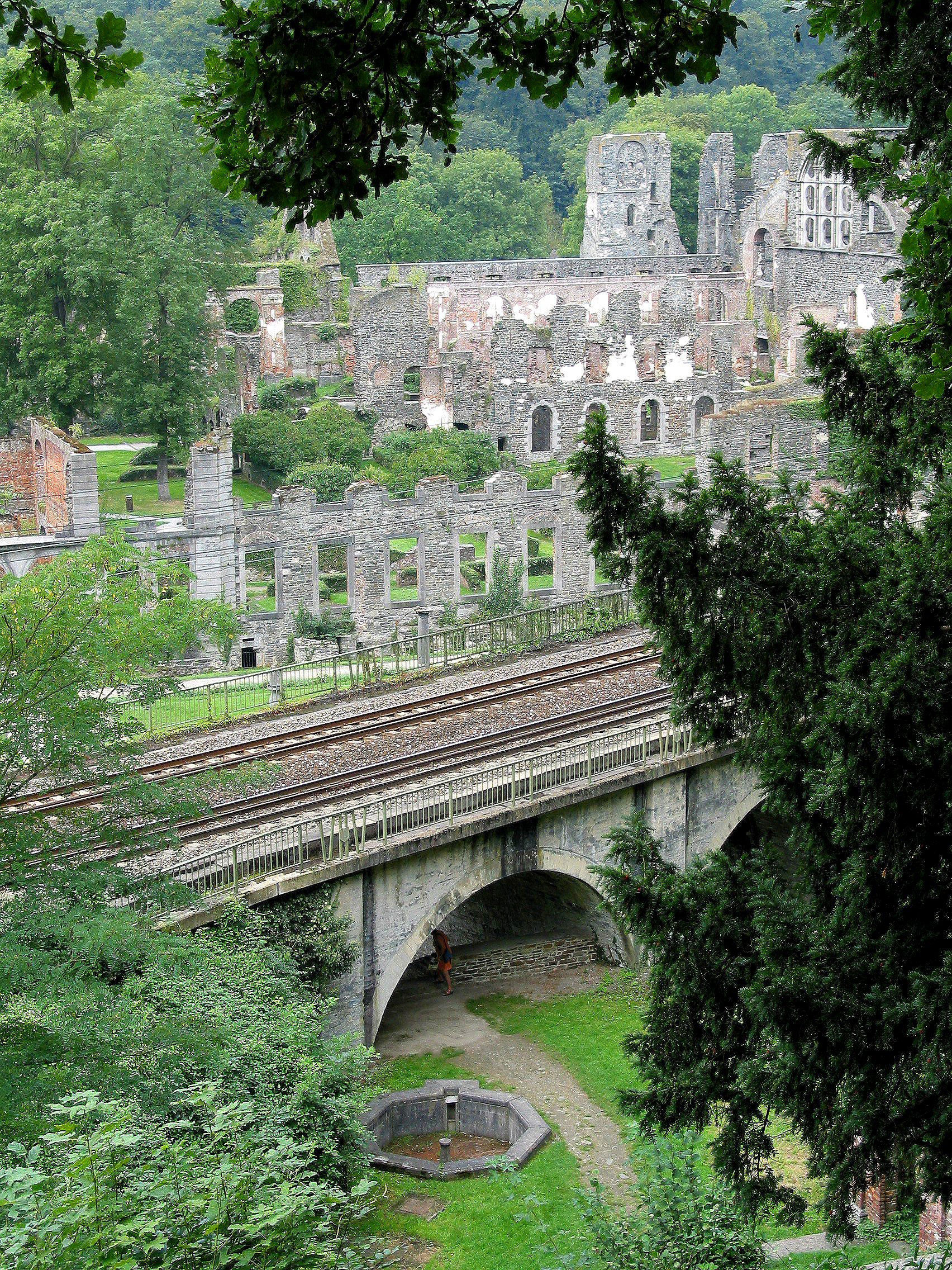
Opactwo w Villers, trasa linii kolejowej

## Historia
Opactwo zostało założone w 1146 przez św. Bernarda jako 46 filia klasztoru w Clairvaux. Klasztor zlokalizowano w północnej części majątku Villers podarowanej przez księcia Marbais, Gauthiera I oraz jego matkę Judytę. Do Villers przybyło 12 mnichów oraz 5 konwersów, którzy po długich poszukiwaniach i założeniu jednej siedziby tymczasowej (Villers I), znaleźli dogodne miejsce w dolinie nad rzeką Thyle i rozpoczęli budowę właściwego klasztoru pod kierunkiem opata Karla z klasztoru w Himmerod (Villers II). Wedle legendy św. Bernard wskazał miejsce pod budowę klasztoru, gdy na szczycie wzgórza Robermont wbił w ziemię swoją laskę, z której wyrósł dąb. Obecnie znajduje się tu kaplica św. Bernarda z 1715 upamiętniająca to legendarne wydarzenie.
Pierwsze budynki opactwa nie zachowały się w swojej pierwotnej formie. W XIII w. opactwo zostało gruntownie przebudowane (Villers III). W 1217 powstał chór, w 1240 krypta a w 1267 refektarz. Kościół przyklasztorny był budowany przez 70 lat i został ukończony pod koniec XIII w. Był jednym z największych kościołów zakonu.
Szczyt rozkwitu opactwa przypada na XII w., kiedy opatem był Arnulf von Löwen. W owym czasie mieszkało i pracowało tu ponad 100 mnichów oraz 300 konwersów. Włości opactwa rozciągały się na przestrzeni prawie 25 tys. akrów pomiędzy Antwerpią a Namur. Opactwo posiadało filie w Grandpré (obecna Francja) (1231) oraz Lieu St. Bernard (1238). Ponad 50 mnichów i braci świeckich, żyjących w owym okresie w Villers zostało później wyniesionych na ołtarze, m.in. opat Gerard I późniejszy biskup Tournai i Konrad de Seyne kardynał-biskup Porto.
Klasztor był dużym ośrodkiem kulturalnym. Na początku XIV w. zbiory przyklasztornej biblioteki liczyły 445 woluminów, co na owe czasy stanowiło wyjątkowo dużą kolekcję. Opat Jan z Brukseli (1333-1336) wykładał teologię w Paryżu. Opactwo posiadało również dom (refugium) w Leuven służący zakwaterowaniu mnichów studiujących na tamtejszym uniwersytecie. Dom ten przekształcono później w 1660 w “College van Villers”.
Opactwo zaczęło podupadać w XVI w. w okresie wojen o Niderlandy. W 1544 kościół i zabudowania klasztorne uległy znacznemu zniszczeniu w trakcie ataku wojsk hiszpańskich. Cystersi zmuszeni byli ratować się ucieczką. Klasztor został częściowo odbudowany w 1587 za czasów opata Roberta Henriona.
Na początku XVII w. historię klasztoru spisał Crisóstomo Henríquez. W XVIII w. opactwo przeżywało drugi rozkwit. W tym czasie wszystkie średniowieczne budynki przebudowano w stylu klasycystycznym. W 1796 władze rewolucyjne rozwiązały opactwo, przejęły jego majątek a następnie sprzedały na skład materiałów budowlanych. Odtąd zabudowania klasztoru były eksploatowane jako źródło surowców budowlanych.
W 1820 opactwo zakupił Charles-Lambert Huart, który w 1851 zgodził się na przeprowadzenie przez teren klasztoru odcinka linii kolejowej łączącej Brukselę z Namur. Przyczyniło się to do ostatecznej degradacji klasztoru.
W 1893 rząd Belgii odkupił tereny opactwa i podjął wysiłki konserwatorskie. W 1973 ruiny klasztoru zostały wpisane w rejestr zabytków. Od 1992 opactwo jest utrzymywane przez “Association por la Promotion Touristique et culturelle de Villers” (APTCV).

## Architektura
Chociaż zrujnowane, opactwo jest wspaniałym świadectwem średniowiecznej architektury klasztornej zakonu cystersów. Do dziś zachowały się ruiny m.in. refektarza, apteki, domu zajezdnego dla gości, wirydarza, biblioteki, scriptorium, dormitorium, izby chorych, kościoła, pałacu opata z tarasowymi ogrodami oraz rozmaitych zabudowań gospodarczych.
Ruiny przyklasztornego kościoła są imponujące. Nawa główna ma 94 m długości a wysokość sklepienia nad skrzyżowaniem nawy głównej z transeptem wynosi ponad 23 m. Budowę świątyni rozpoczęto w 1197 w stylu romańskim (westybul), który został wkrótce wyparty przez nowy styl gotycki. Kościół był jedną z pierwszych budowli w stylu gotyckim na terenie obecnej Belgii. Osobliwością architektoniczną budowli są małe okrągłe otwory – oculi – umieszczone w rzędach pomiędzy gotyckimi oknami w prezbiterium i nawach bocznych. W 1720 kościół otrzymał nową fasadę w stylu klasycystycznym, która nie zachowała się do naszych czasów.

## Literatura dodatkowa
- Abbaye de Villers à Tilly dans Monasticon belge. W: Emile Brouette: Province de Brabant. T. IV. Cz. 2. Liège: Centre national de recherche religieuse, 1964, s. 341-405. (fr.).
- Thomas Coomans. L’abbaye de Villers-en-Brabant. Construction, configuration et signification d’une abbaye cistercienne gothique. „Commentarii cistercienses (Studia et documenta, XI)”, 2000. Bruxelles, Racine; Brecht, Cîteaux. (fr.).brak numeru strony
- Thomas Coomans. L’abbaye de Villers. Histoire des ruines (1796-1984). „Publication d’histoire de l’art et d’archéologie de l’université catholique de Louvain”. 72, 1990. Louvain-la-Neuve. (fr.).brak numeru strony
- Thomas Coomans. From Romanticism to New Age : The Evolving Perception of a Church Ruin. „Téoros: revue de recherche en tourisme”. 24/2, s. 47-57, 1990. Louvain-la-Neuve: Université du Québec à Montréal / École des Sciences de la Gestion. (ang.).
- Edouard de Moreau. L’abbaye de Villers en Brabant aux XIIe et XIIIe s. Etude d’histoire religieuse et économique, suivie d’une notice archéologique par le chanoine. „Université de Louvain. Recueil de travaux publiés par les membres des conférences d’histoire et de philologie”. 21, 1909. Bruxelles: A. Dewit, R. Maere. (fr.).brak numeru strony
- Michel Dubuisson: Anthologie de la vie quotidienne à l’abbaye de Villers-en-Brabant (XIIe-XVIIIe siècles). Villers-la-Ville: asbl Abbaye de Villers-la-Ville, 2006. (fr.). Brak numerów stron w książce
- Omer Henrivaux: Autour de l’abbatiat de Robert Henrion. 180 ans d’histoire de l’abbaye de Villers, 1486-1666. Beauvechain: Nauwelaerts, 2002. (fr.). Brak numerów stron w książce
- Omer Henrivaux: Jacques Hache, abbé de Villers. Beauvechain: Nauwelaerts, 2004. (fr.). Brak numerów stron w książce
- Villers. Revue trimestrielle de l’abbaye. Villers-la-Ville: Association pour la promotion touristique et culturelle de Villers-la-Ville, 1996. (fr.). Brak numerów stron w książce
- Théophile Ploegaerts, Gustave Boulmont: L’abbaye cistercienne de Villers pendant les cinq derniers siècles de son existence. Histoire religieuse et économique du monastère, dans Annales de la Société archéologique de l’Arrondissement de Nivelles. T. XI. 1914-1926, s. 93-679. (fr.).